# Hyptiotes paradoxus
Hyptiotes paradoxus (C. L. Koch, 1834) è un ragno appartenente alla famiglia Uloboridae.

## Distribuzione
La specie è stata reperita in diverse località della regione paleartica. In particolare si trova in Lituania, Lettonia, Estonia e Finlandia (isole Åland).

## Tassonomia
È la specie tipo del genere Hyptiotes Walckenaer, 1837.
Non sono stati esaminati esemplari di questa specie dal 2008.
Attualmente, a dicembre 2013, non sono note sottospecie